# PWN
PWN (пол. Państwowe Wydawnictwo Naukowe — «Государственное научное издательство») — польское издательство с штаб-квартирой в Варшаве, основанное в 1951, в современной организационно-правовой форме (акционерное общество) действующее с 1997. Полное юридическое наименование — Wydawnictwo Naukowe PWN SA. Является ведущей компанией холдинга Grupa Kapitałowa PWN, в состав которой входит несколько десятков предприятий, в основном издательств.

## История издательства
Издательство появилось в Варшаве в 1951 году под названием Państwowe Wydawnictwo Naukowe («Государственное научное издательство»), в качестве самостоятельного издательства выделенное из WsIP (Wydawnictwa Szkolne i Pedagogiczne, «Школьные и педагогические издательства»). Наименование Państwowe Wydawnictwo Naukowe использовалось до приватизации издательства в 1991.
PWN занимается главным образом изданием:
- энциклопедий;
- польскоязычных словарей;
- иностранных словарей;
- научной и научно-популярной литературы, в том числе академических учебников.

Штаб-квартира издательства до 28 февраля 2009 находилась во дворце Млодзеёвских.

## Деятельность издательства
Важнейшие произведения, изданные PWN:
- Большая универсальная энциклопедия PWN[пол.] (13 томов, 1962—1970)
- Популярная энциклопедия PWN[пол.] (систематически актуализируется, 30-е издание имело место в 2002)
- Новая энциклопедия PWN (6 томов с приложением: электронным изданием на 4-х CD или 1-м DVD, а также с ежегодниками 2001, 2002)
- Большая энциклопедия PWN[пол.] (30 томов, 2001—2005 — крупнейшая польская бумажная энциклопедия)
- Библиотека классиков психологии[пол.] (книжная серия, 1986—2008)
- Библиотека современных философов[пол.] (книжная серия, 1986 — н. в.)
- Библиотека классиков философии[пол.] (книжная серия, 1952 — н. в.)
- Избранные тексты по истории философии[пол.] (1959—1978)
- Internetowa encyklopedia PWN